# 칠판지우개

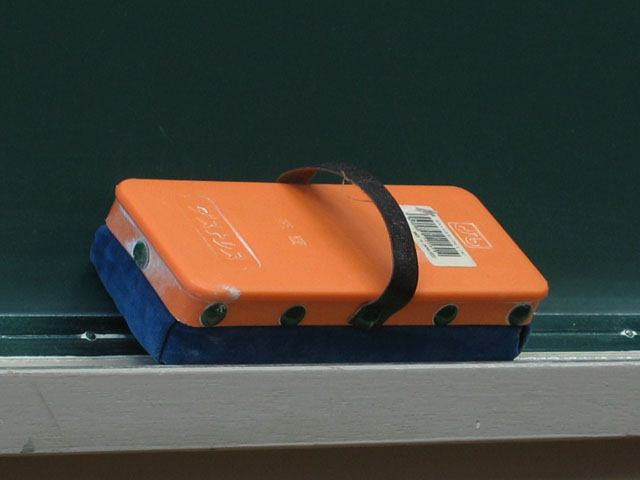
칠판지우개

칠판지우개는 칠판에 분필로 쓰여져 있거나 그려져 있는 글자나 그림을 지우기 위한 도구이다.
칠판지우개는 일반적으로 직사각형 모양을 띠고 있다. 앞면은 합성수지, 나무 판자, 가죽으로 만들어져 있고 뒷면은 직물에 덮여 있다. 앞면에 달린 손잡이 부분은 일반적으로 인체공학적으로 설계되어 있는데 손잡이가 달려 있는 경우가 있고 벨트와 비슷한 띠가 달려 있는 경우도 있다. 뒷면을 덮고 있는 직물 안에는 스펀지가 들어 있는데 유연성을 띠고 있어서 칠판이 다소 패여져 있는 경우에도 대응할 수 있다.
그 외에 칠판지우개에 남아 있는 분필 가루를 빨아들이는 칠판지우개 청소기가 존재한다. 또한 화이트보드에 마커펜으로 쓰여져 있거나 그려져 있는 글자나 그림을 지우기 위한 도구도 있다.

## 같이 보기
- 지우개